# Viktorie Šindlerová
Viktorie Šindlerová, född 13 juni 2005, är en tjeckisk sportskytt.

## Karriär
Vid junior-VM 2024 i Lima tog Šindlerová silver tillsammans med Klára Ticháčková och Anna Miřejovská i lagtävlingen i 25 meter pistol. Vid EM i 10 meter luftvapen 2025 i Osijek tog hon silver tillsammans med Pavel Schejbal i mixedklassen i 10 meter luftpistol.